# 华南壁钱
华南壁钱（学名：Uroctea compactilis）为拟壁钱科壁钱属的动物。分布于朝鲜、日本以及中国大陆的湖南、四川、浙江、安徽、云南等地，主要生活于房屋墙角、树皮下或石下。